# Serbonian bog
Serbonian bog (arabiska: مستنقع سربون) relaterar till Serbonissjön (Sirbonis eller Serbon) i Egypten.

## Litterära användningar
- :A gulf profound as that Serbonian bog...

Where armies whole have sunk. (eng.)
- John Milton.